# Nixa Records
Die Nixa Record Company Ltd. war ein britisches Plattenlabel.

## Allgemeines
Nixa war nach Decca die zweite Plattenfirma, die in Großbritannien LPs veröffentlichte. Der große Konkurrent EMI zog zu der Zeit noch das 45 min−1-Single-Format dem 33 min−1-LP-Format vor.

## Geschichte
Das Unternehmen wurde 1950 vom neuseeländischen Geschäftsmann Hilton Nixon gegründet. Das Nixa Label wurde 1953 zum Teil von Pye Radio gekauft und 1955 nach dem Einkauf von Polygon Records mit diesem vereinigt und in Pye Nixa umbenannt. Seit 1987 wurde der Name Nixa von PRT Records wieder verwendet.

## Repertoire
Nixa Records brachte hauptsächlich den Künstlerkatalog der Compagnie Général du Disque in Paris in die Länder des Commonwealth of Nations. Unter den Künstlern waren Dany Dauberson, André Claveau und andere Cabaret- und Jazzkünstler aus Europa. Die Schellackplatten wurden für Nixa bei Decca gepresst. Später erwarb Nixa Lizenzen verschiedener klassischer US-Label wie Period Records, Concert Hall Records, Haydn Society und Vanguard Records, um diese im Vereinigten Königreich und im Commonwealth zu vermarkten. Nixa machte aber auch eigene Aufnahmen in England.
Hauptkünstlerin von Pye Nixa war Petula Clark, die von 1955 bis 1962 auf dem Label veröffentlichte, und zwar in englischer wie in französischer Sprache. Viele ihrer Aufnahmen für Pye Nixa wurden Top-Ten-Hits sowohl in Großbritannien wie in Frankreich.